# Sân bay quốc tế Louisville
Sân bay quốc tế Louisville (mã sân bay IATA: SDF, mã sân bay ICAO: KSDF) là một sân bay hỗn hợp dân dụng-quân sự công cộng chung nằm ở trung tâm thành phố Louisville trong quận Jefferson, tiểu bang Kentucky, Hoa Kỳ. Sân bay này có diện tích 1.200 mẫu Anh (4,9 km ²) và có ba đường băng. Mã sân bay IATA của SDF được dựa trên tên cũ của sân bay, Standiford trường. Sân bay bận rộn nhất thứ hai ở Kentucky sau sân bay quốc tế Cincinnati/Bắc Kentucky ở quận Boone.
Sân bay này là nơi có trụ sở của Worldport, trung tâm trên toàn thế giới của UPS. Phi đội không vận 123 hoạt động ở đây với máy bay vận tải C-130.

## Lịch sử
Phi trường Standiford được xây dựng bởi Công binh Hoa Kỳ vào năm 1941 trên một thửa đất phía nam của Louisville không có bị ngập nước trong đợt lũ sông Ohio năm 1937. Nó được đặt tên theo Tiến sĩ Elisha David Standiford, một doanh nhân và chính trị gia địa phương, những người đã tích cực trong vấn đề giao thông vận tải và một phần thuộc sở hữu của đất. Phi trường này vẫn nằm dưới quyền kiểm soát quân đội cho đến năm 1947, khi nó được chuyển cho Hội đồng quản trị Louisville Air cho các hoạt động thương mại.
Trước khi phi trường Standiford trở thành đầu mối vận chuyển hành khách hàng không ở Louisville, phi trường Bowman là sân bay chính của Louisville. Trong nhiều năm, lượng hành khách qua nhà ga nhỏ Lee ga tại phi trường Standiford. Đợt xây dựng chủ yếu vào những năm 1980 tại các cơ sở mới, hiện đại hơn và lớn hơn nhiều được sử dụng ngày hôm nay. Hầu hết nhà ga Lee sau đó đã được dỡ bỏ.